# Konstantin Khrenov
Konstantin Konstantinovitch Khrenov, em russo: Константин Константинович Хренов (13 de fevereiro de 1894 — 12 de outubro de 1984) foi um engenheiro soviético que, em 1932, inventou a solda subaquática e o corte de metais. Por conta deste método, extensivamente usado pela marinha soviética durante a Segunda Guerra Mundial, Khrenov ganhou o Prêmio Lênin da Paz, em 1946.